# NGC 1222
NGC 1222 (również PGC 11774) – galaktyka soczewkowata z zaburzoną strukturą, znajdująca się w gwiazdozbiorze Erydanu w odległości około 100 milionów lat świetlnych od Ziemi. Odkrył ją Édouard Jean-Marie Stephan 5 grudnia 1883 roku.
Jest to galaktyka gwiazdotwórcza. Zawiera trzy jądra, co świadczy o tym, że jest w trakcie łączenia się z dwiema dużo mniejszymi galaktykami karłowatymi, które przechodziły zbyt blisko niej aż doszło do kolizji. Prawdopodobnie właśnie to spotkanie galaktyk spowodowało intensywną działalność gwiazdotwórczą, dostarczając dużych ilości gazu, z których teraz powstają nowe gwiazdy.